# Cimitero militare germanico di Motta Sant'Anastasia
Il cimitero militare germanico è situato a Motta Sant'Anastasia, in provincia di Catania. Tra gli altri vi è sepolto Luz Long, campione di atletica (medaglia d'argento in salto in lungo alle olimpiadi di Berlino nel 1936).

## Storia
Nel 1954 venne stipulato un accordo tra il governo tedesco e quello italiano in base al quale venne scelta un'area in cui seppellire tutti i caduti tedeschi morti durante la seconda guerra mondiale in Sicilia. Il cimitero venne inaugurato il 25 settembre 1965. Dopo importanti lavori di ristrutturazione è stato riaperto ufficialmente il 29 aprile 2011.

## Architettura

### Ubicazione
Il cimitero è collocato ai margini della strada che conduce al paese di Motta Sant'Anastasia. Adiacente al parcheggio si trova un edificio, dove sono collocati gli uffici amministrativi ed una sala dedicata all'accoglienza dei visitatori, qui sono a disposizione anche gli elenchi con i nomi dei caduti, dépliant ed altro materiale informativo.

### L'area cimiteriale
Il cimitero militare aveva una struttura che, in origine, era rettangolare e misurava 43x32 metri. La struttura ha subìto negli anni dei mutamenti ed ha assunto una forma che possiamo definire "semi rettangolare". L'area sepolcrale è collocata nei sotterranei non accessibili perché murati; qui vi sono sepolti 4.561 caduti tedeschi nella seconda guerra mondiale. La raccolta dei corpi è stata effettuata dal Volksbund Deutsche Kriegsgräberfürsorge che si occupa anche della manutenzione dell'area.
L'ingresso è costituito da un atrio lastricato in travertino. Qui è collocata una stele che recita: 
VON IHNEN BLIEBEN 451 UNBEKANNT

1939 – 1945

IN QUESTO MAUSOLEO RIPOSANO 4561 CADUTI GERMANICI

451 SONO RIMASTI SCONOSCIUTI»
Una volta entrati, attraverso una scalinata ci si trova in un cortile denominato Kameradengrab. In questa area è presente una lapide contenente i nomi di 31 soldati che qui sono sepolti. In altre otto lastre di pietra sono ricordati i nomi di 128 soldati tedeschi caduti durante le operazioni in Sicilia negli anni 1941 - 1943. Al centro del cortile è posta una statua in bronzo raffigurante un uomo morente, fortemente espressiva e di ottima fattura. Da questo cortile si può accedere ad altri quattro cortili dove su lastre di ardesia sono ricordati i nomi dei caduti ospitati nei sotterranei.
I quattro cortili ospitano le tombe dei caduti suddivisi per province. In essi sono sepolti:
- cortile Palermo, qui sono sepolti i soldati caduti nelle province di Palermo, Trapani e Agrigento
- cortile Caltanissetta, qui sono sepolti i soldati caduti nelle province di Caltanissetta, Ragusa, Catania e Siracusa
- cortile Messina, qui sono sepolti i soldati caduti nelle province di Messina e di Enna; qui è esplicitamente menzionato il comune di Caronia, dove nel locale cimitero erano stati sepolti oltre 700 soldati tedeschi
- cortile Catania, qui sono sepolti circa 1.514 soldati caduti nella provincia di Catania

## Galleria d'immagini

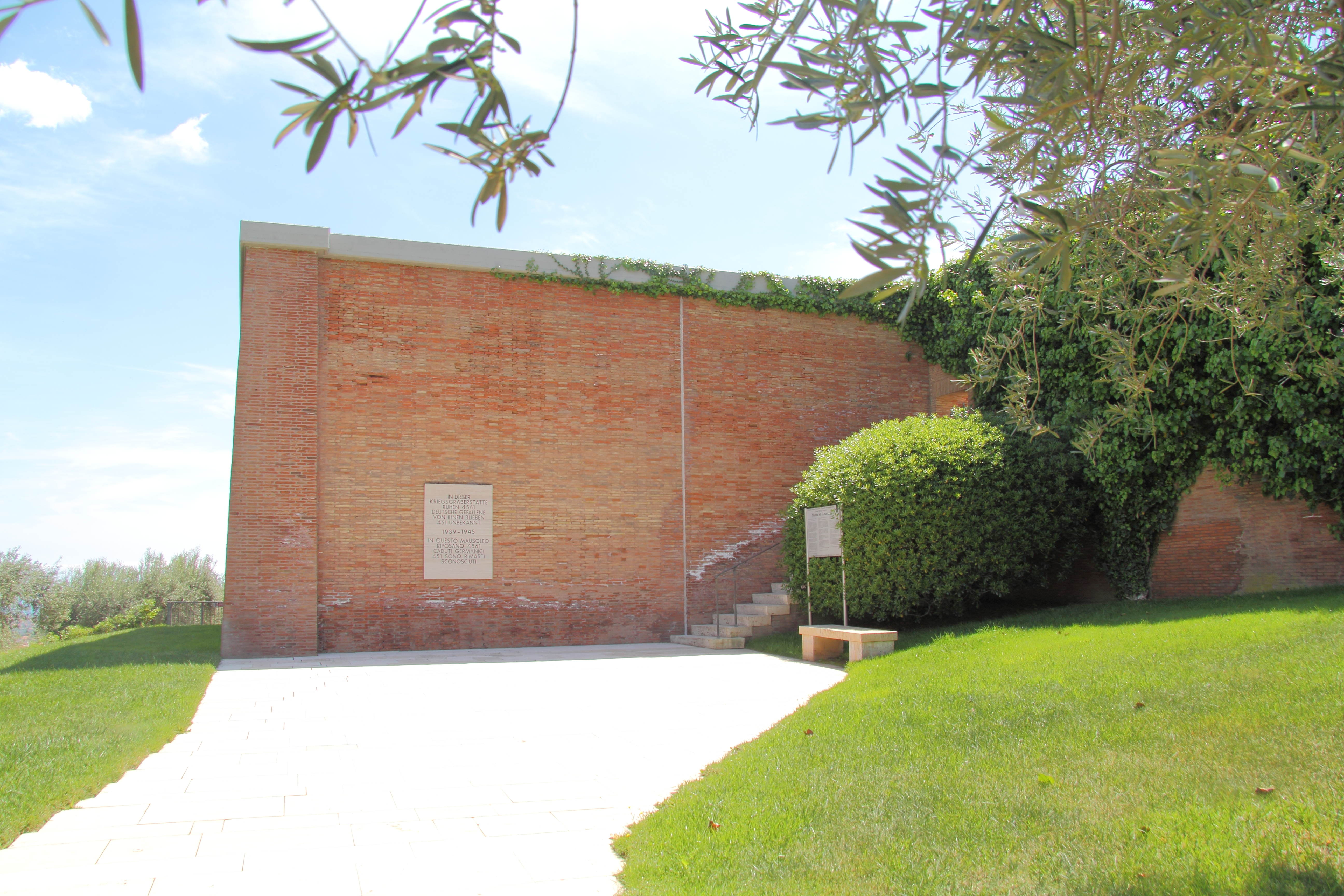
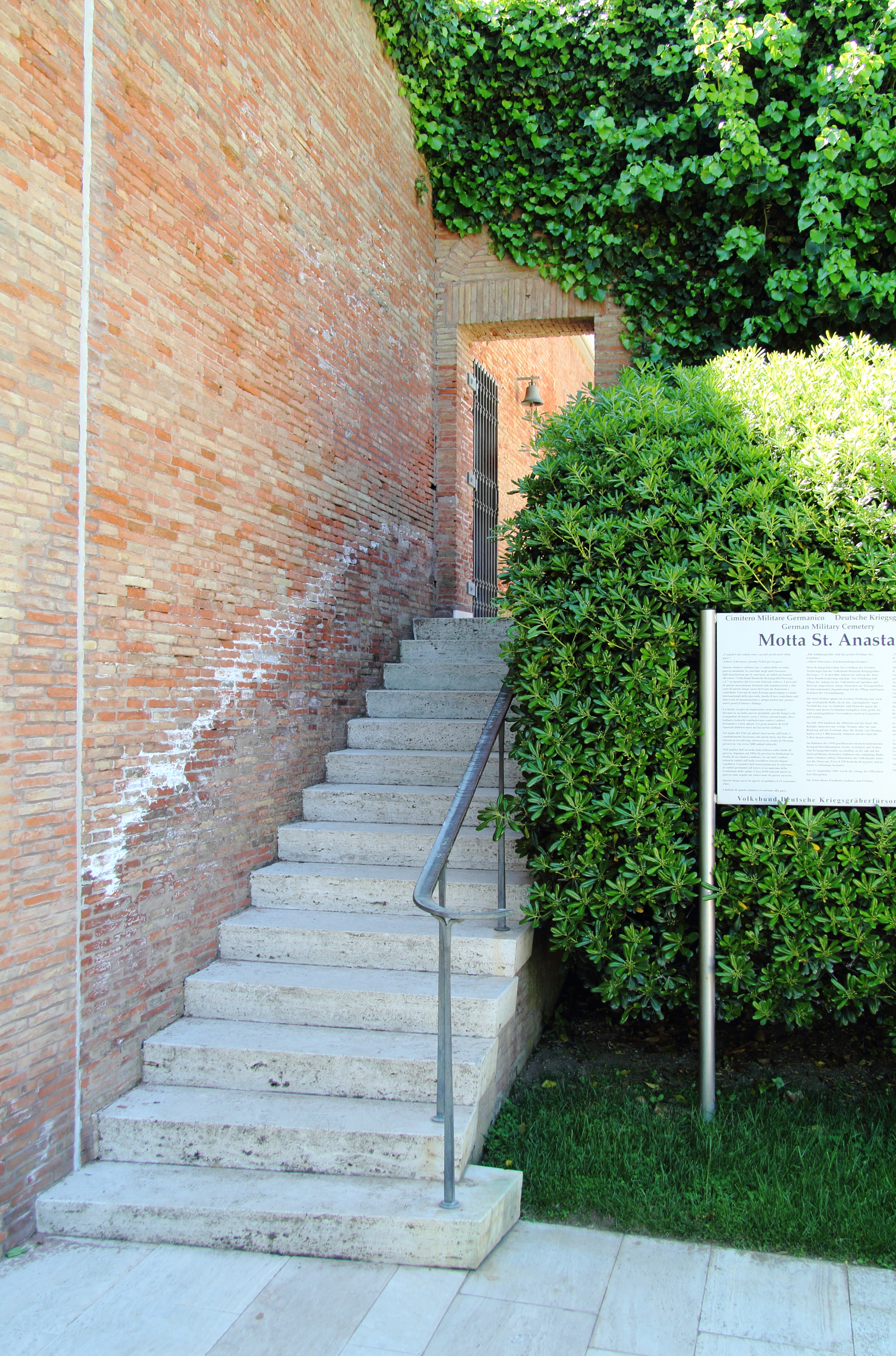
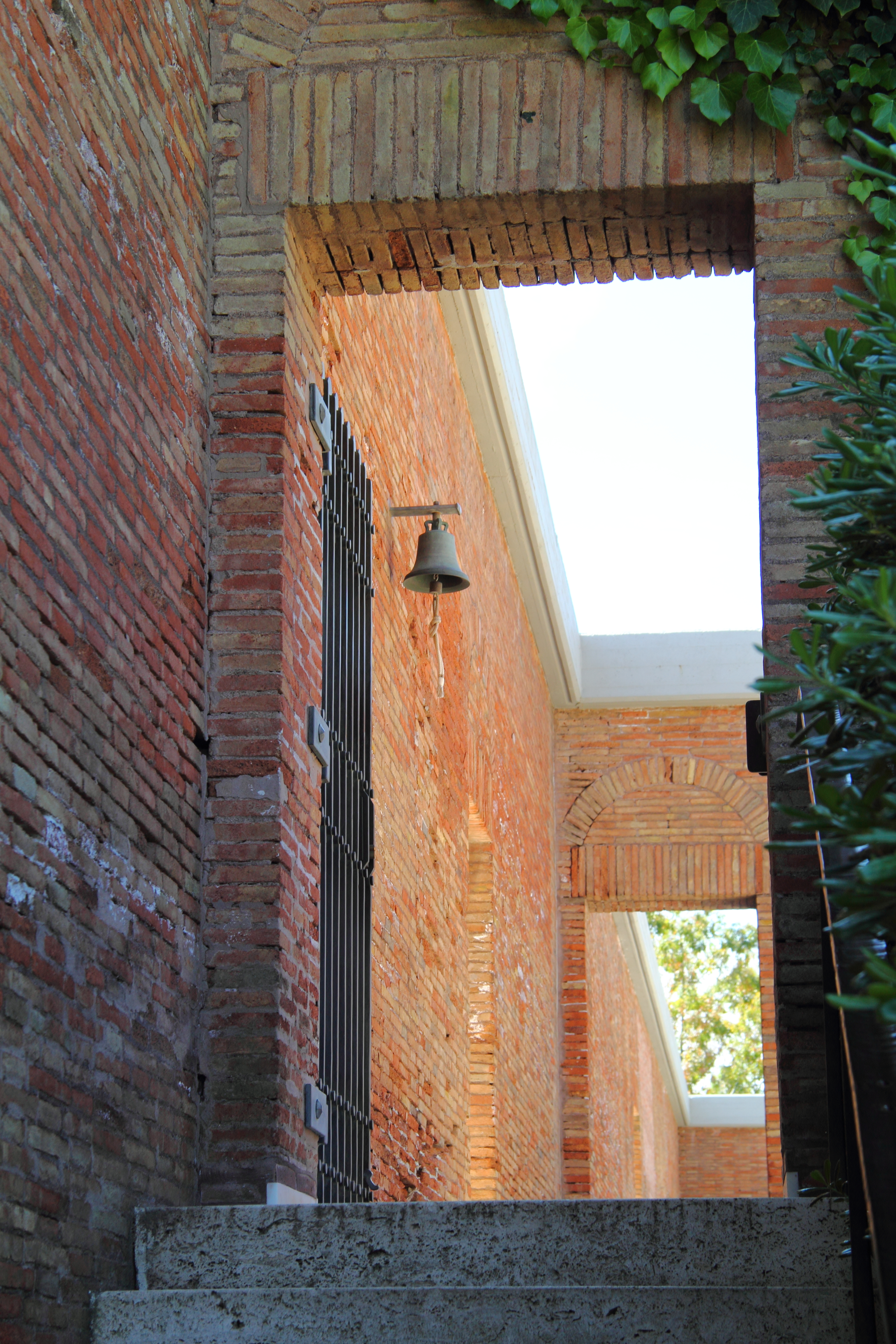
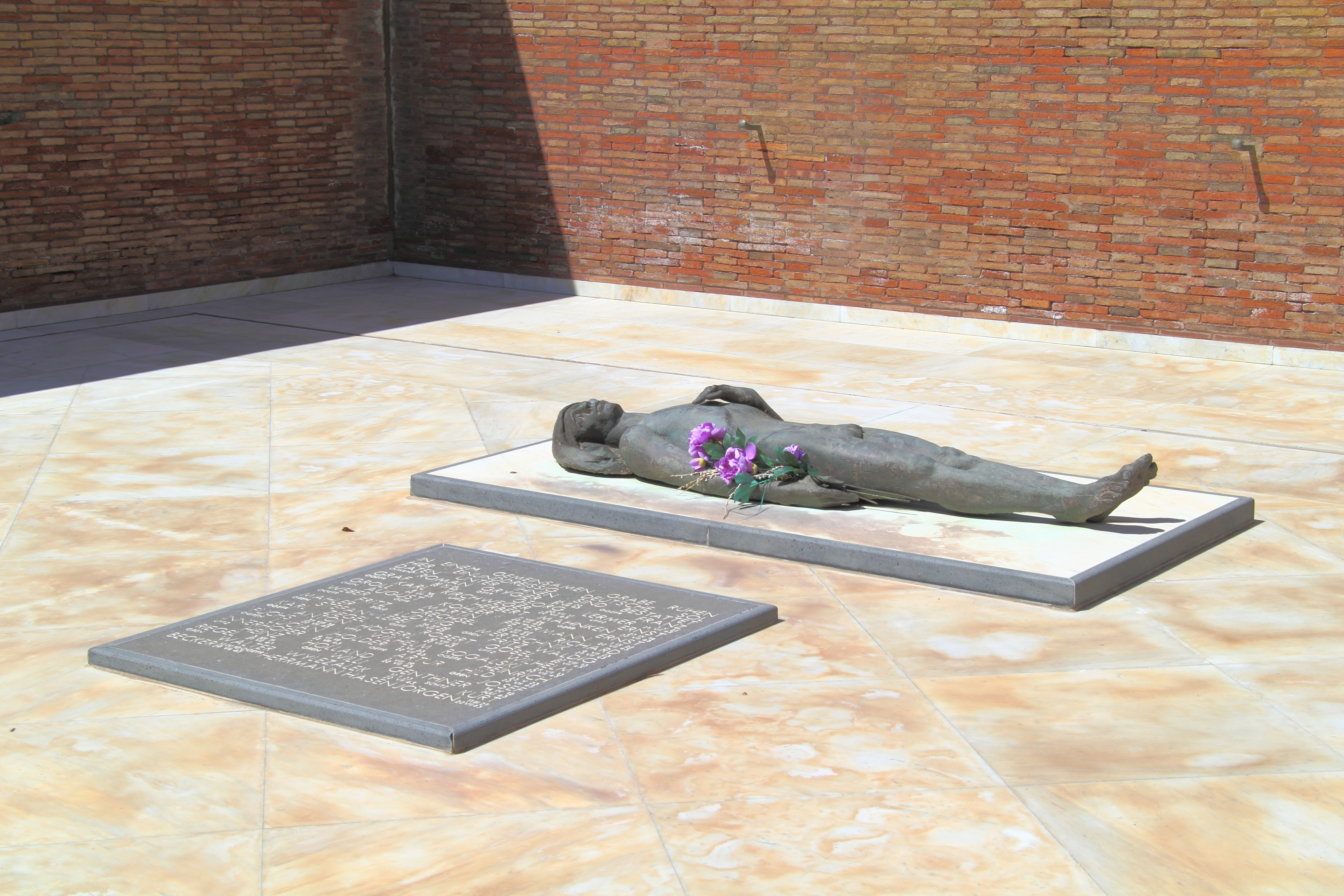
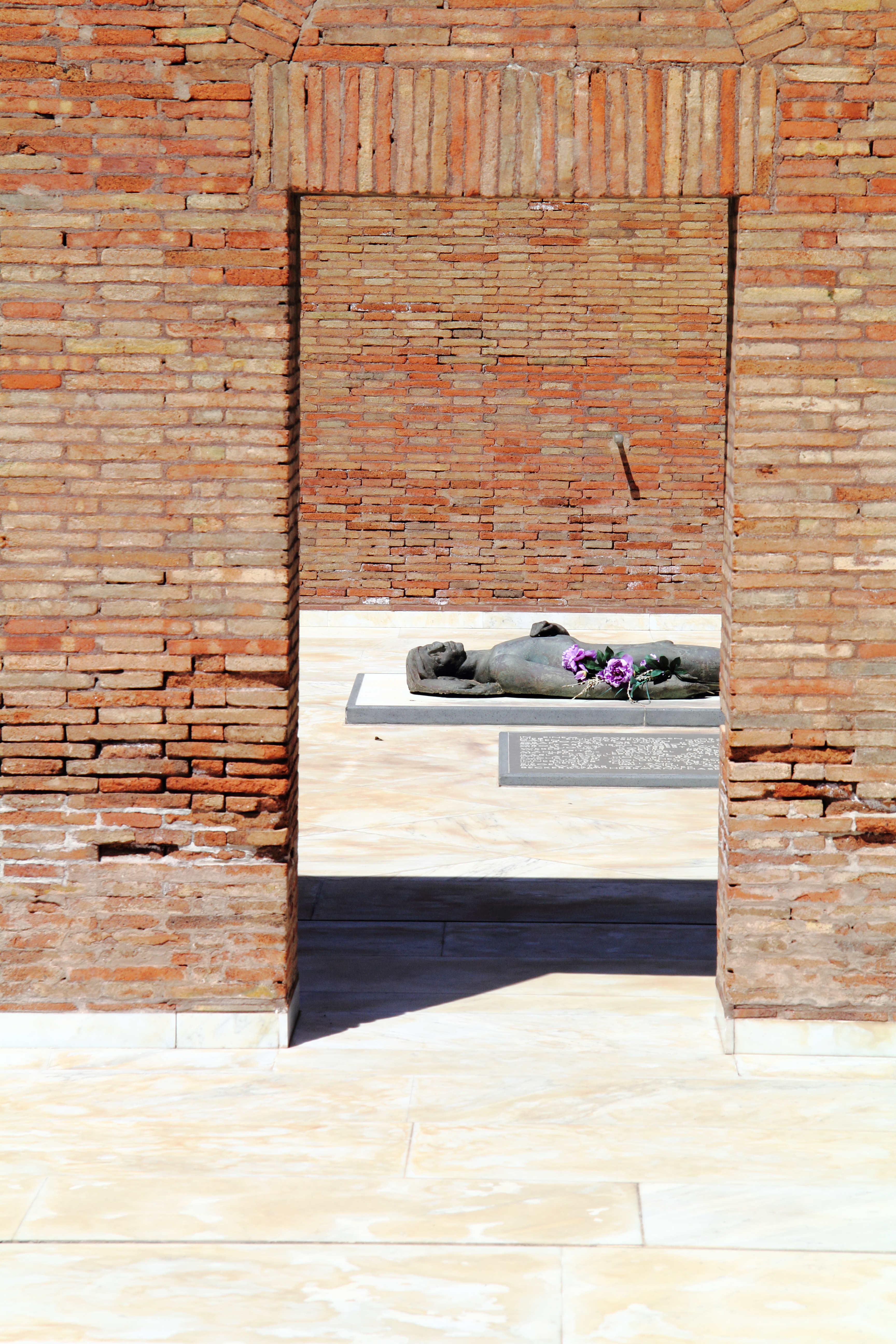
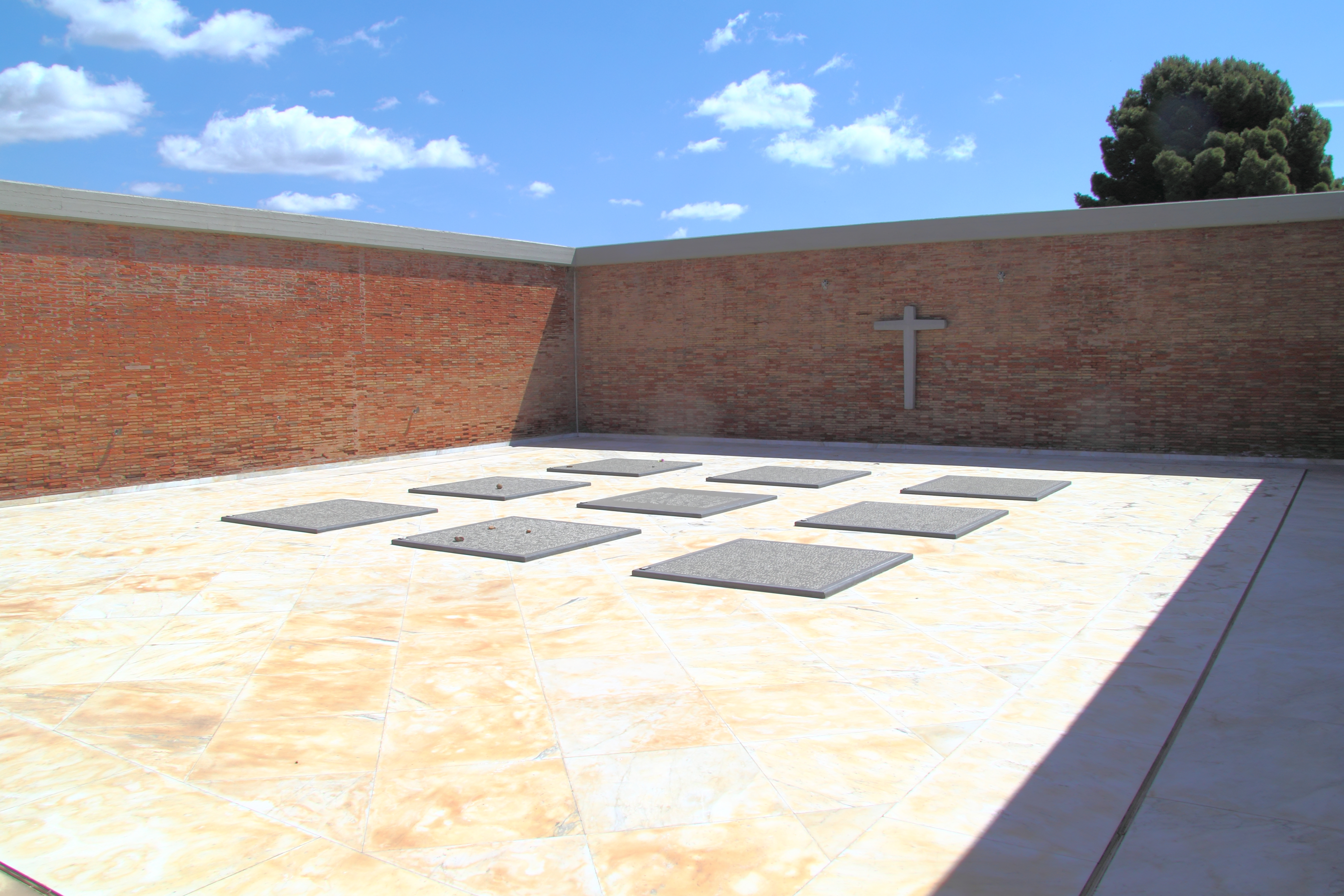
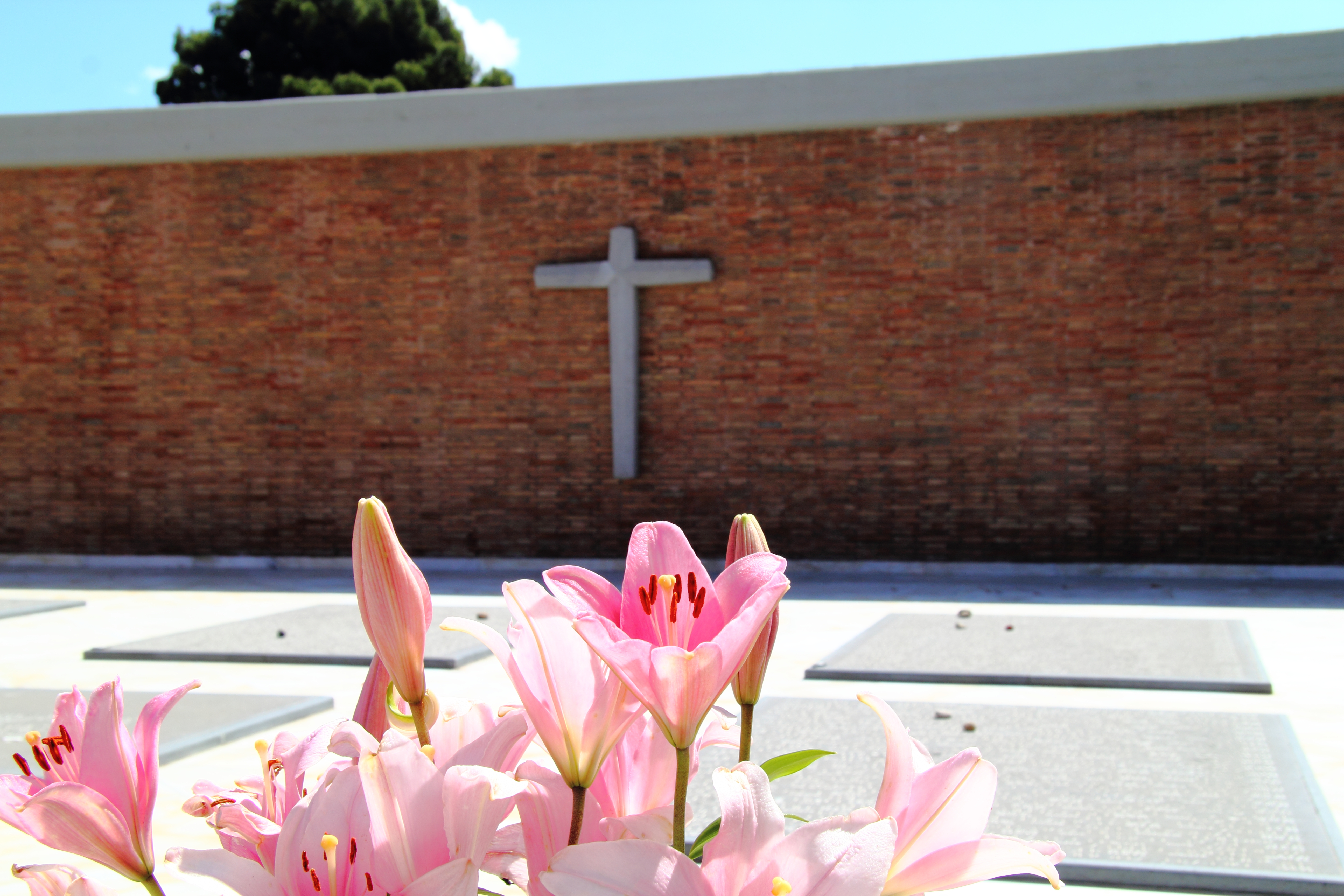